# Língua de Goguryeo
A língua de Goguryeo  ou goguryana era o idioma do antigo reino de Goguryeo (37 a.C. - 668 A.D.), um dos Três Reinos da Coreia.
Segundo as primeiras histórias chinesas, o goguryeo assemelhava-se à língua de Buyeo, ao okjeo e ao Ye. Lee Ki-Moon agrupou esses quatro idiomas como idioma fuyu. As histórias também afirmavam que esses idiomas eram diferentes das línguas dos povos yilou e mohe. Entretanto nenhum desses idiomas é atestado, exceto o goguryeo, para o qual as evidências são limitadas e controversas.:34-35
Há hipóteses quanto à classificação  dessa língua, mas não se chegou a um consenso sobre isso. Só se conhecem poucas palabras, das quais a maioria sugere que se trata de um idioma aparentado com a língua de Silla (coreano antigo), com influxos das línguas tungúsicas. Outros autores partidários da hipótese altaica costuma incluir a língua de Goguryeo dentro da familia altaica. A maioria dos especialistas coreanos também considera que o goguryeo seja aparentado com as línguas altaicas. Além disso, encontraram-se fortes similitudes entre as línguas faladas em Baekje e em Goguryeo, o que é consistente com as lendas que descrevem o Baekje como um reino fundado pelos filhos do fundador do reino de Goguryeo. Os nomes em goguryano para diversos postos da administração assemelham-se aos adotados em Baekje e Silla.